# Oritsalo (ö i Södra Savolax)
Oritsalo är en ö i Finland.   Den ligger i sjön Pihlajavesi och i kommunen Puumala i landskapet Södra Savolax, i den södra delen av landet, 230 km nordost om huvudstaden Helsingfors.